# 隔世情真
《隔世情真》（英語：The Magnificent Ambersons）是一部A+E電視網於2002年出品的電視電影，靈感源自布斯·塔金頓發表於1918年的同名小說《安柏森大族》。影片使用了1942年電影《偉大的安柏森》的導演奧遜·威爾斯的劇本和編輯筆錄來拍攝。香港無線電視曾於明珠台深夜播放其電影幾次，並把其中文命名為《大家族》。
此片由艾方索·阿魯導演，麥德琳·史道威、布魯斯·格林伍德、強納森·萊斯·梅爾、葛雷琴·莫爾、珍妮佛·提莉、狄娜·麥爾和詹姆斯·克倫威爾出演。這部電影並未完全依照威爾斯的劇本攝製，1942年版原片中的許多場景在此片中都沒有出現，不過影片的歡樂大結局與塔金頓的原著小說結尾一致。

## 外部連結
- 互联网电影数据库（IMDb）上《隔世情眞》的资料（英文）